# Аксуский завод ферросплавов
Аксуский завод ферросплавов — филиал Акционерного общества «Транснациональная компания „Казхром“», входящего в состав Евразийской Группы (ERG) (до 1995 года — «Ермаковский завод ферросплавов имени XXIII съезда КПСС») — одно из крупнейших в мире металлургических предприятий по производству хромистых, кремнистых и марганцевых сплавов. Предприятие расположено в городе Аксу (Павлодарская область, Казахстан).

## История
С 1962 года началось строительство промышленных объектов завода ферросплавов. В январе 1968 года на заводе была выплавлена первая тонна ферросплавов, а в июле 1970 года завершился запуск восьми плавильных печей цеха № 2. Первым директором Ермаковского завода ферросплавов был назначен Пётр Топильский. В 1995 году предприятие вошло в состав Транснациональной компании «Казхром». 

### Руководители завода
- Василий Боровиченко — с 27 июня 1960 (директор строительства)
- Топильский, Пётр Васильевич — с сентября 1968
- Кулинич, Владимир Иванович — с 4 марта 1980
- Донской, Семён Аронович — с 1981
  - Мухин, Юрий Игнатьевич — первый заместитель директора
- Дюсембай Дуйсенов — с 15 марта 1995 по 24 мая 1995
- Мухамеджан Турдахунов — с 24 мая 1995 по 20 декабря 1995
- Пирогов Виктор Иванович — декабрь 1995—1997
- Святов, Болат Аманжолович — 1997 по февраль 2002
- Головачёв, Николай Петрович — с февраля 2002 по апрель 2008
- Есенжулов, Арман Бекетович — 2008—2014
- Прокопьев, Сергей Леонидович — с 2014 года по апрель 2021 года
- Чихичин, Валентин Яковлевич - с апреля 2021 года по май 2023 года
- Макашев, Мусабек Жамансарович - с мая 2023 года[1][2]